# Groupe C des éliminatoires de la zone Afrique de la Coupe du monde de football 2026
Navigation
Groupe B Groupe D
Le groupe C de la zone Afrique des éliminatoires de la Coupe du monde de football 2026 est l'un des neuf groupes de la zone Afrique des éliminatoires de la Coupe du monde qui se déroulera en 2026 aux États-Unis, au Canada et au Mexique. Le groupe C des éliminatoires de la coupe du monde 2026 se compose du Nigeria, de l'Afrique du Sud, du Bénin, du Zimbabwe, du Rwanda, et du Lesotho
Le vainqueur du groupe se qualifie directement pour la coupe du monde, et les quatre meilleurs deuxièmes des groupes se qualifient aux barrages continental.

## Tirage au sort
Le tirage au sort des groupes a eu lieu le 13 juillet 2023, à 17h30 heure française, dans la ville d'Abidjan en Côte d'Ivoire.

## Classement
| Rang | Équipe         | Pts | J | G | N | P | Bp | Bc | Diff |  | Résultats (▼ dom., ► ext.) |     |     |     |     |     |     |
| ---- | -------------- | --- | - | - | - | - | -- | -- | ---- |  | -------------------------- | --- | --- | --- | --- | --- | --- |
| 1    | Afrique du Sud | 13  | 6 | 4 | 1 | 1 | 10 | 5  | +5   |  | Afrique du Sud             |     | 2-1 | -   | -   | 2-0 | 3-1 |
| 2    | Rwanda         | 8   | 6 | 2 | 2 | 2 | 4  | 4  | 0    |  | Rwanda                     | 2-0 | -   |     | 0-2 | 1-1 | 0-0 |
| 3    | Bénin          | 8   | 6 | 2 | 2 | 2 | 6  | 7  | -1   |  | Bénin                      | 0-2 |     | 1-0 | 2-1 | -   | -   |
| 4    | Nigeria        | 7   | 6 | 1 | 4 | 1 | 7  | 6  | +1   |  | Nigeria                    | 1-1 | -   | -   |     | 1-1 | 1-1 |
| 5    | Lesotho        | 6   | 6 | 1 | 3 | 2 | 4  | 5  | -1   |  | Lesotho                    | -   | 0-0 | 0-1 | -   |     | -   |
| 6    | Zimbabwe       | 4   | 6 | 0 | 4 | 2 | 5  | 9  | -4   |  | Zimbabwe                   | -   | 2-2 | -   | 1-1 | 0-2 |     |

## Résultats
| 1re journée            | Nigéria   | 1 - 1   | Lesotho                                | Godswill Akpabio International Stadium, Uyo |                          |
| 16 novembre 2023 17h00 | Ajayi 67e | (0 - 0) | 56e Mkhwanazi                          | Arbitrage : Mehrez Malki                    | Arbitrage : Mehrez Malki |
| 16 novembre 2023 17h00 | Ajayi 54e |         | 14e Bereng · 72e Mkhwanazi · 80e Mohai | Arbitrage : Mehrez Malki                    | Arbitrage : Mehrez Malki |

| 15 novembre 2023 | Rwanda      | 0 - 0   | Zimbabwe    | Stade Huye, Butare                                 |                                                    |
| 14h00            |             | (0 - 0) |             | Spectateurs : 7 500 Arbitrage : Mohamed Ali Moussa | Spectateurs : 7 500 Arbitrage : Mohamed Ali Moussa |
| 14h00            | Manzi 90+1e |         | 90+3e Mbeba | Spectateurs : 7 500 Arbitrage : Mohamed Ali Moussa | Spectateurs : 7 500 Arbitrage : Mohamed Ali Moussa |

| 18 novembre 2023 | Afrique du Sud     | 2 - 1   | Bénin           | Stade Moses-Mabhida, Durban            |                                        |
| 14h00            | Tau 2e · Mudau 42e | (2 - 0) | 70e Mounié      | Arbitrage : Mahmood Ali Mahmood Ismail | Arbitrage : Mahmood Ali Mahmood Ismail |
| 14h00            | Mokoena 54e        |         | 90+2e Houtondji | Arbitrage : Mahmood Ali Mahmood Ismail | Arbitrage : Mahmood Ali Mahmood Ismail |

| 2e journée             | Lesotho       | 0 - 0   | Bénin       | Stade Moses-Mabhida, Durban                        |                                                    |
| 21 novembre 2023 14h00 |               | (0 - 0) |             | Spectateurs : 1 000 Arbitrage : Tsegay Mogos Teklu | Spectateurs : 1 000 Arbitrage : Tsegay Mogos Teklu |
| 21 novembre 2023 14h00 | Mkhwanazi 63e |         | 86e Olaitan | Spectateurs : 1 000 Arbitrage : Tsegay Mogos Teklu | Spectateurs : 1 000 Arbitrage : Tsegay Mogos Teklu |

| 19 novembre 2023 | Zimbabwe               | 1 - 1   | Nigeria                                    | Stade Huye, Butare                                    |                                                       |
| 14h00            | Musona 26e             | (1 - 0) | 67e Iheanacho                              | Spectateurs : 2 876 Arbitrage : Souleiman Ahmed Djama | Spectateurs : 2 876 Arbitrage : Souleiman Ahmed Djama |
| 14h00            | Nakamba 56e · Dube 70e |         | 45e Bassey · 85e Jamilu Collins · 90e Umar | Spectateurs : 2 876 Arbitrage : Souleiman Ahmed Djama | Spectateurs : 2 876 Arbitrage : Souleiman Ahmed Djama |

| 21 novembre 2023 | Rwanda                   | 2 - 0   | Afrique du Sud | Stade Huye, Butare            |                               |
| 14h00            | Nshuti 12e · Mugisha 28e | (2 - 0) |                | Arbitrage : Amin Mohamed Omar | Arbitrage : Amin Mohamed Omar |
| 14h00            | Nshuti 12e · Mugisha 32e |         |                | Arbitrage : Amin Mohamed Omar | Arbitrage : Amin Mohamed Omar |

| 3e journée        | Bénin                   | 1 - 0   | Rwanda          | Stade Félix Houphouët-Boigny, Abidjan    |                                          |
| 6 juin 2024 21h00 | Dodo 37e                | (1 - 0) |                 | Spectateurs : 3 600 Arbitrage : Beida D. | Spectateurs : 3 600 Arbitrage : Beida D. |
| 6 juin 2024 21h00 | Dodo 44e · Imourane 82e |         | 20e Imanishimwe | Spectateurs : 3 600 Arbitrage : Beida D. | Spectateurs : 3 600 Arbitrage : Beida D. |

| 7 juin 2024 | Zimbabwe                                            | 0 - 2   | Lesotho                                            | Orlando Stadium, Johannesburg |                         |
| 15h00       |                                                     | (0 - 2) | 21e Rasethuntsa · 31e Ntso                         | Arbitrage : Sibandze T.       | Arbitrage : Sibandze T. |
| 15h00       | Hadebe 7e · Mbeba 50e · Rinomhota 62e · Munetsi 64e |         | 44e Matsoele · 70e Malane · 74e Sefali · 80e Thaba | Arbitrage : Sibandze T.       | Arbitrage : Sibandze T. |

| 7 juin 2024 | Nigeria          | 1 - 1   | Afrique du Sud                       | Godswill Akpabio International Stadium, Uyo |                        |
| 21h00       | Dele-Bashiru 46e | (0 - 1) | 29e Zwane                            | Arbitrage : Mahamat A.                      | Arbitrage : Mahamat A. |
| 21h00       | Osayi-Samuel 15e |         | 32e Modiba · 48e Mudau · 56e Ngezana | Arbitrage : Mahamat A.                      | Arbitrage : Mahamat A. |

| 4e journée         | Bénin                     | 2 - 1       | Nigeria      | Stade Félix Houphouët-Boigny, Abidjan    |                                          |
| 10 juin 2024 18h00 | Dossou 37e · Mounié 45+3e | (2 - 1)     | 27e Onyedika | Spectateurs : 9 000 Arbitrage : Atcho P. | Spectateurs : 9 000 Arbitrage : Atcho P. |
| 10 juin 2024 18h00 |                           | 90+3e Sodiq |              | Spectateurs : 9 000 Arbitrage : Atcho P. | Spectateurs : 9 000 Arbitrage : Atcho P. |

| 11 juin 2024 | Lesotho                     | 0 - 1   | Rwanda                     | Moses Mabhida Stadium, Durban            |                                          |
| 18h00        |                             | (0 - 1) | 45e Kwizera                | Spectateurs : 2 000 Arbitrage : Gnama A. | Spectateurs : 2 000 Arbitrage : Gnama A. |
| 18h00        | Fothoane 26e · Mkwanazi 71e |         | 20e Bizimana · 63e Mugisha | Spectateurs : 2 000 Arbitrage : Gnama A. | Spectateurs : 2 000 Arbitrage : Gnama A. |

| 11 juin 2024 | Afrique du Sud                          | 3 - 1   | Zimbabwe   | Toyota Stadium, Bloemfontein |                            |
| 18h00        | Rayners 1re · Mokoena 55e · Mokoena 76e | (1 - 1) | 2e Chirewa | Arbitrage : Maarouf Eid M.   | Arbitrage : Maarouf Eid M. |
| 18h00        | Mokoena 52e                             |         |            | Arbitrage : Maarouf Eid M.   | Arbitrage : Maarouf Eid M. |

| 5e journée         | Zimbabwe                 | 2 - 2   | Bénin                  | Stade Moses-Mabhida, Durban       |                                   |
| 20 mars 2025 17h00 | Munetsi 45e · Musona 60e | (1 - 2) | 13e Mounié · 36e Dokou | Arbitrage : Bamlak Tessema Weyesa | Arbitrage : Bamlak Tessema Weyesa |
| 20 mars 2025 17h00 | Rapport                  |         |                        | Arbitrage : Bamlak Tessema Weyesa | Arbitrage : Bamlak Tessema Weyesa |

| 21 mars 2025 | Rwanda  | 0 - 2  | Nigeria           | Stade Amahoro, Kigali   |                         |
| 17h00        |         | (0 -2) | 12e 45+4e Osimhen | Arbitrage : Jalal Jayed | Arbitrage : Jalal Jayed |
| 17h00        | Rapport |        |                   | Arbitrage : Jalal Jayed | Arbitrage : Jalal Jayed |

| 21 mars 2025 | Afrique du Sud           | 2 - 0   | Lesotho | Stade Peter-Mokaba, Polokwane     |                                   |
| 17h00        | Mofokeng 61e · Adams 65e | (0 - 0) |         | Arbitrage : Mohamed Diraneh Guedi | Arbitrage : Mohamed Diraneh Guedi |
| 17h00        | Rapport                  |         |         | Arbitrage : Mohamed Diraneh Guedi | Arbitrage : Mohamed Diraneh Guedi |

| 6e journée         | Nigeria     | 1 - 1   | Zimbabwe    | Godswill Akpabio International Stadium, Uyo |                                |
| 25 mars 2025 17h00 | Osimhen 74e | (0 - 0) | 90e Chirewa | Arbitrage : Tsegay Mogos Teklu              | Arbitrage : Tsegay Mogos Teklu |
| 25 mars 2025 17h00 | Rapport     |         |             | Arbitrage : Tsegay Mogos Teklu              | Arbitrage : Tsegay Mogos Teklu |

| 25 mars 2025 | Bénin   | 0 - 2   | Afrique du Sud         | Stade Félix-Houphouët-Boigny, Abidjan      |                                            |
| 17h00        |         | (0 - 1) | 53e Foster · 84e Adams | Spectateurs : 786 Arbitrage : Dahane Beida | Spectateurs : 786 Arbitrage : Dahane Beida |
| 17h00        | Rapport |         |                        | Spectateurs : 786 Arbitrage : Dahane Beida | Spectateurs : 786 Arbitrage : Dahane Beida |

| 25 mars 2025 | Rwanda      | 1 - 1   | Lesotho      | Stade Amahoro, Kigali    |                          |
| 17h00        | Kwizera 58e | (1 - 0) | 82e Fothoane | Arbitrage : Antoine Effa | Arbitrage : Antoine Effa |
| 17h00        | Rapport     |         |              | Arbitrage : Antoine Effa | Arbitrage : Antoine Effa |

| 7e journée                        | Nigeria | - | Rwanda | stade à déterminer |             |
| septembre 2025 heure à déterminer |         |   |        | Arbitrage :        | Arbitrage : |

| septembre 2025     | Bénin | - | Zimbabwe | stade à déterminer |             |
| heure à déterminer |       |   |          | Arbitrage :        | Arbitrage : |

| septembre 2025     | Lesotho | - | Afrique du Sud | stade à déterminer |             |
| heure à déterminer |         |   |                | Arbitrage :        | Arbitrage : |

| 8e journée                        | Zimbabwe | - | Rwanda | stade à déterminer |             |
| septembre 2025 heure à déterminer |          |   |        | Arbitrage :        | Arbitrage : |

| septembre 2025     | Afrique du Sud | - | Nigeria | stade à déterminer |             |
| heure à déterminer |                |   |         | Arbitrage :        | Arbitrage : |

| septembre 2025     | Bénin | - | Lesotho | stade à déterminer |             |
| heure à déterminer |       |   |         | Arbitrage :        | Arbitrage : |

| 9e journée                      | Rwanda | - | Bénin | stade à déterminer |             |
| octobre 2025 heure à déterminer |        |   |       | Arbitrage :        | Arbitrage : |

| octobre 2025       | Lesotho | - | Nigeria | stade à déterminer |             |
| heure à déterminer |         |   |         | Arbitrage :        | Arbitrage : |

| octobre 2025       | Zimbabwe | - | Afrique du Sud | stade à déterminer |             |
| heure à déterminer |          |   |                | Arbitrage :        | Arbitrage : |

| 10e journée                     | Afrique du Sud | - | Rwanda | stade à déterminer |             |
| octobre 2025 heure à déterminer |                |   |        | Arbitrage :        | Arbitrage : |

| octobre 2025       | Lesotho | - | Zimbabwe | stade à déterminer |             |
| heure à déterminer |         |   |          | Arbitrage :        | Arbitrage : |

| octobre 2025       | Nigeria | - | Bénin | stade à déterminer |             |
| heure à déterminer |         |   |       | Arbitrage :        | Arbitrage : |

## Statistiques

### Discipline
| Joueurs | Cartons | Suspensions |
| ------- | ------- | ----------- |
|         |         |             |